# Albino Morales
Albino Morales Pérez (né le 30 mai 1940 à Mexico au Mexique) est un joueur de football international mexicain, qui évoluait au poste de milieu de terrain et d'attaquant.

## Biographie

### Carrière en sélection
Avec l'équipe du Mexique, il joue 20 matchs (pour 2 buts inscrits) entre 1963 et 1969. 
Il figure dans le groupe des sélectionnés lors des Jeux olympiques de 1964 et de 1968. Il joue trois matchs lors du tournoi olympique de 1964 et quatre lors du tournoi olympique de 1968.

## Palmarès
Deportivo Toluca
- Championnat du Mexique (3) :
  - Champion : 1966-67, 1967-68 et 1974-75.

- Supercoupe du Mexique (2) :
  - Vainqueur : 1967 et 1968.

- Coupe des champions (1) :
  - Vainqueur : 1968.